# منتجع عشار
يقع فندق بانيان تري العلا (منتجع عشار سابقاً ) في وادي عشار بالقرب من مدينة العلا في محافظة المدينة المنورة، وهو مستوحى من أكثر من 200 ألف عام من التراث الإنساني والمناظر الطبيعية الفريدة التي أدت إلى إنشاء أكبر متحف حي في العالم. يقع هذا المنتجع الفاخر الجميل في منطقة السياحة البيئية على بعد رحلة ممتعة للوصول للمنتجع.

## المرافق والخدمات
- مركز لياقة بدنية[3]
- اليوجا[3]
- صالون تجميل[3]
- واي فاي مجاني[3]
- سبا بانيان تري[3]
- مطاعم[3]

## الغرف والأجنحة
يشمل الفندق على ثلاث أنواع من الفلل التي توفر مكانًا للتناغم مع الطبيعة المحيطة، وتتميز بأسقف عالية ومفروشة بذوق مع لمسات مستوحاة من الطراز العربي ومصابيح جميلة وغطاء خيمة لتنسجم مع المناظر

### فيلا بمسبح بغرفة نوم واحدة
تم تصميم الفيلا المكونة من غرفة نوم واحدة وحوض السباحة لضيفين. تتميز الفيلا بمساحة 77 متر مربع.

### فيلا بمسبح بغرفتين نوم
صُممت الفيلا المكونة من غرفتي نوم وحوض سباحة لأربعة ضيوف. تتميز الفيلا بمساحة 138 متر مربع.

### فيلا بمسبح بثلاث غرف نوم
تم تصميم الفيلا المكونة من ثلاث غرف نوم وحوض سباحة لتستوعب ستة ضيوف، وتتميز الفيلا مساحتها 240 متر مربع.

## روابط خارجية
- موقع منتجع بنيان تري العلا (منتجع عشار سابقاً)